# Имедашвили, Давит
Дави́т Имедашви́ли (груз. დავით იმედაშვილი; 15 декабря 1984, Рустави, Грузинская ССР, СССР) — грузинский футболист, защитник.

## Биография

### Клубная карьера
Начал заниматься футбол в клубе «Горди» в Рустави. После занимался в академии тбилисского «Динамо». Профессиональную карьеру в ВИТ Джорджии. Летом 2005 года выступал вместе с командой в еврокубках в Кубке Интертото, тогда ВИТ Джорджия проиграла венгерском клубу «Ломбард» и вылетела из турнира. Имедашвили провёл 2 матча.
Летом 2006 года перешёл киевское «Динамо», подписав пятилетний контракт. В Высшей лиге дебютировал 29 июля 2006 года в матче против запорожского «Металлурга» (0:5), Имедашвили вышел на 84 минуте вместо Тараса Михалика. В июле 2007 года побывал на просмотре в российском «Сатурне», также был информация что Имедашвили подписал контракт. После побывал на просмотре в ужгородском «Закарпатье», но перешёл на правах аренды в латвийский «Вентспилс». В команде провёл всего 1 игру и вскоре вернулся в «Динамо». Выступал в основном в «Динамо-2» и за дубль. Всего в «Динамо-2» провёл 13 матчей в дубле сыграл в 26 играх и забил 3 мяча.
В январе 2008 года побывал на просмотре в греческом «ПАОКе». В 2009 году выступал за венгерский клуб «Ньиредьхаза», в чемпионате Венгрии сыграл 11 матчей и забил 1 гол. Летом 2009 года перешёл в грузинский «Олимпи» из Рустави.

### Карьера в сборной
Выступал за молодёжную сборную Грузии до 21 года в команде провёл 11 матчей. В национальной сборной Грузии дебютировал 6 сентября 2006 года в гостевом матче против Украины (3:2), Имедашвили начал матч в основе но на 35 минуте был заменён на Илью Канделаки.